# Верхнепаунинская
Верхнепаунинская — деревня в Тарногском районе Вологодской области. Входит в Спасское сельское поселение, с точки зрения административно-территориального деления — в Верхнеспасский сельсовет.

## География
Расстояние по автодороге до районного центра Тарногского Городка — 17 км, до центра муниципального образования Никифоровской — 14 км. Ближайшие населённые пункты — Гавриловская, Лыгинская, Нижнепаунинская.

## Население
| 2010 |
| ---- |
| 18   |

По переписи 2002 года население — 24 человека (12 мужчин, 12 женщин). Преобладающая национальность — русские (96 %).